# Котуй
Коту́й (в верховье также Сейси) — река в Красноярском крае России, сливаясь с рекой Хетой, образует реку Хатангу.

## Этимология
Происхождение названия реки точно неизвестно. Предположительно, оно связано со словом «коту» — настырный, упрямый.

## География
Длина реки — 1409 км, площадь бассейна — 176 000 км². Исток реки находится на плато Путорана вблизи горы Камень (на территории Путоранского заповедника). В верховьях Котуй течёт на юго-восток, опоясывая весь юг полуострова Таймыр, и протекая по озёрам Харпича и Дюпкун. Затем, после впадения реки Воеволихан, поворачивает на северо-восток. В низовьях Котуй течёт по Северо-Сибирской низменности. Сливается с рекой Хетой близ посёлка Кресты.

## Гидрология
Замерзает в конце сентября — начале октября, вскрывается в конце мая — начале июня. Питание смешанное, с преобладанием снегового.

## Притоки

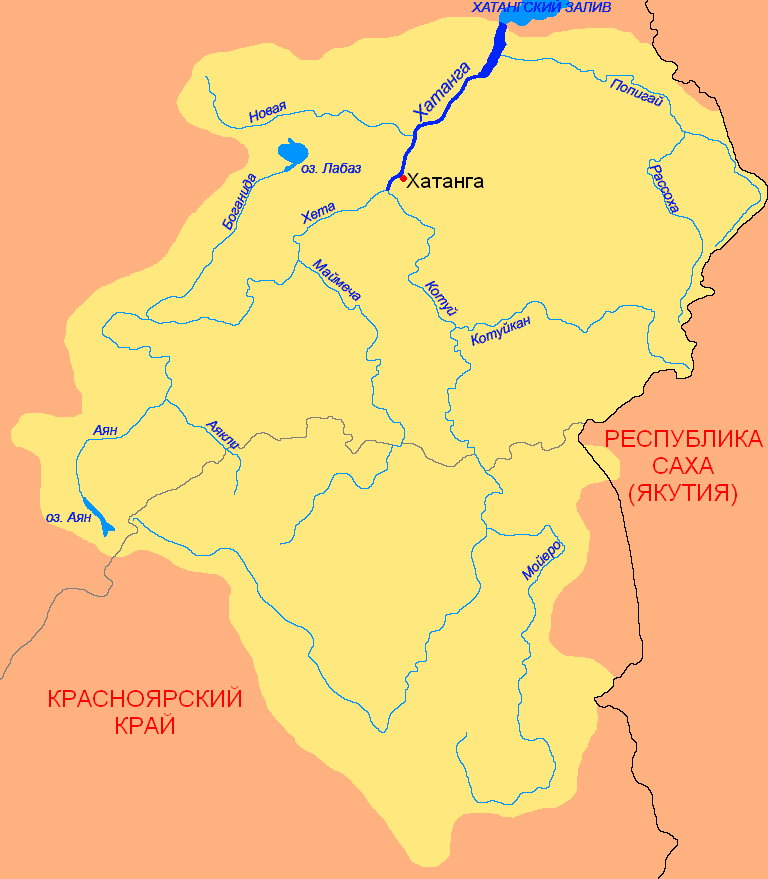
Бассейн реки Хатанга

Основные притоки (от истока к устью):
- Делочи (правый)
- Люксина (правый)
- Дагалдын (левый)
- Хакома (правый)
- Молоро (левый)
- Годон (правый)
- Воеволихан (правый)
- Чангада (левый)
- Мойеро (правый)
- Тукулан (левый)
- Аганыли (правый)
- Крестях (Кириестях) (левый)
- Котуйкан (правый)
- Медвежья (правый)
- Эриечка (правый)
- Сабыда (левый).

## Хозяйственное использование
Котуй судоходен в нижнем течении. Река богата рыбой, однако после закрытия Хатангского рыбзавода в 1994 году промышленный вылов не ведётся.
В 75 км выше устья на обеих берегах реки находится Каякское каменноугольное месторождение, запасы угля (марки Д) составляют около 8 млн тонн. С 1947 по 2010 года в посёлке Каяк работала шахта «Котуй» с годовой добычей 50-70 тысяч тонн угля. В 2008—2009 годах существовали планы по строительству на месторождении ещё одной шахты «Котуй-Новая», однако 20.10.2014 МУП «Шахта „Котуй-Новая“» было ликвидировано.

## Фотографии

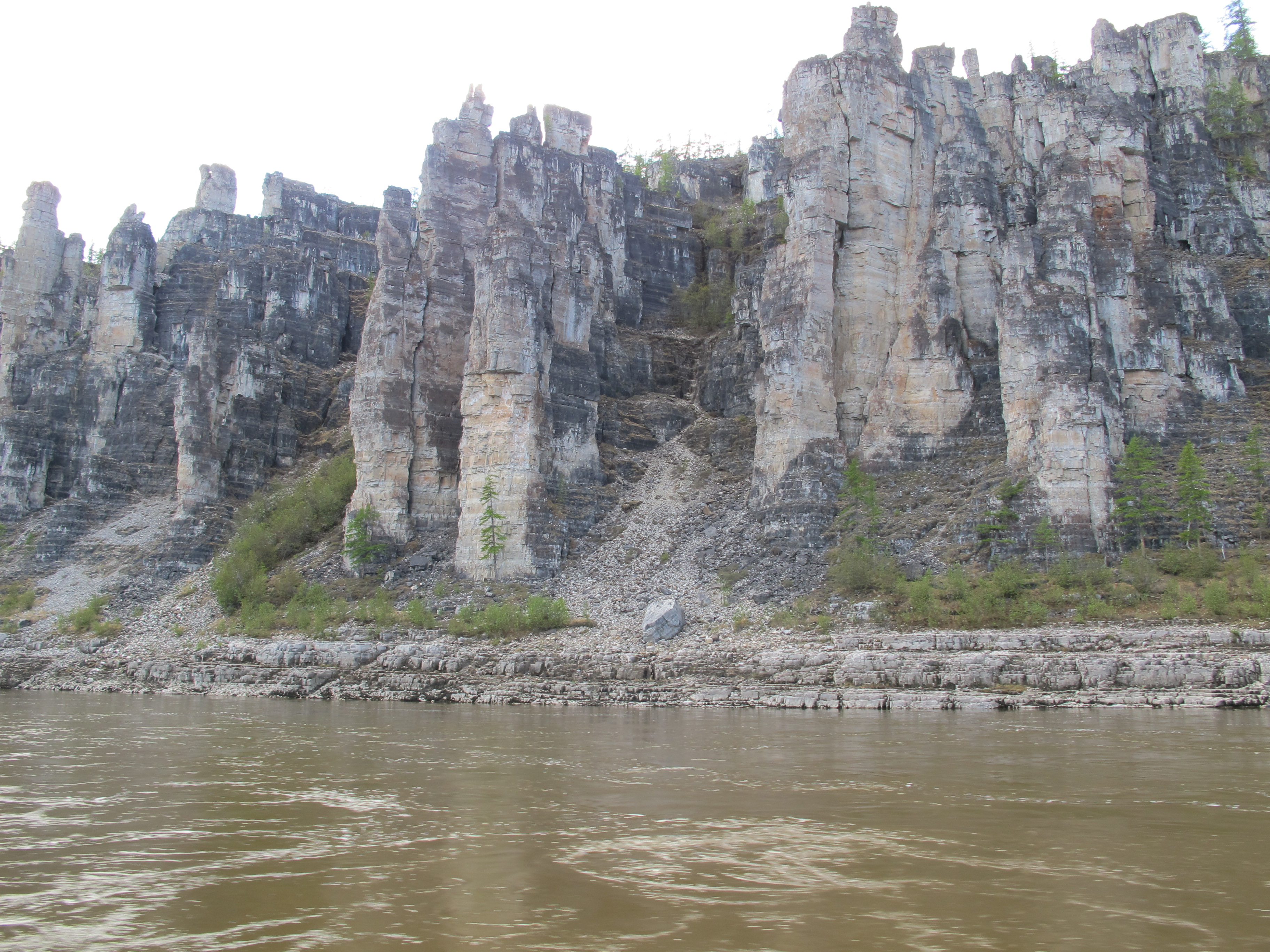
Скалы на реке Котуй
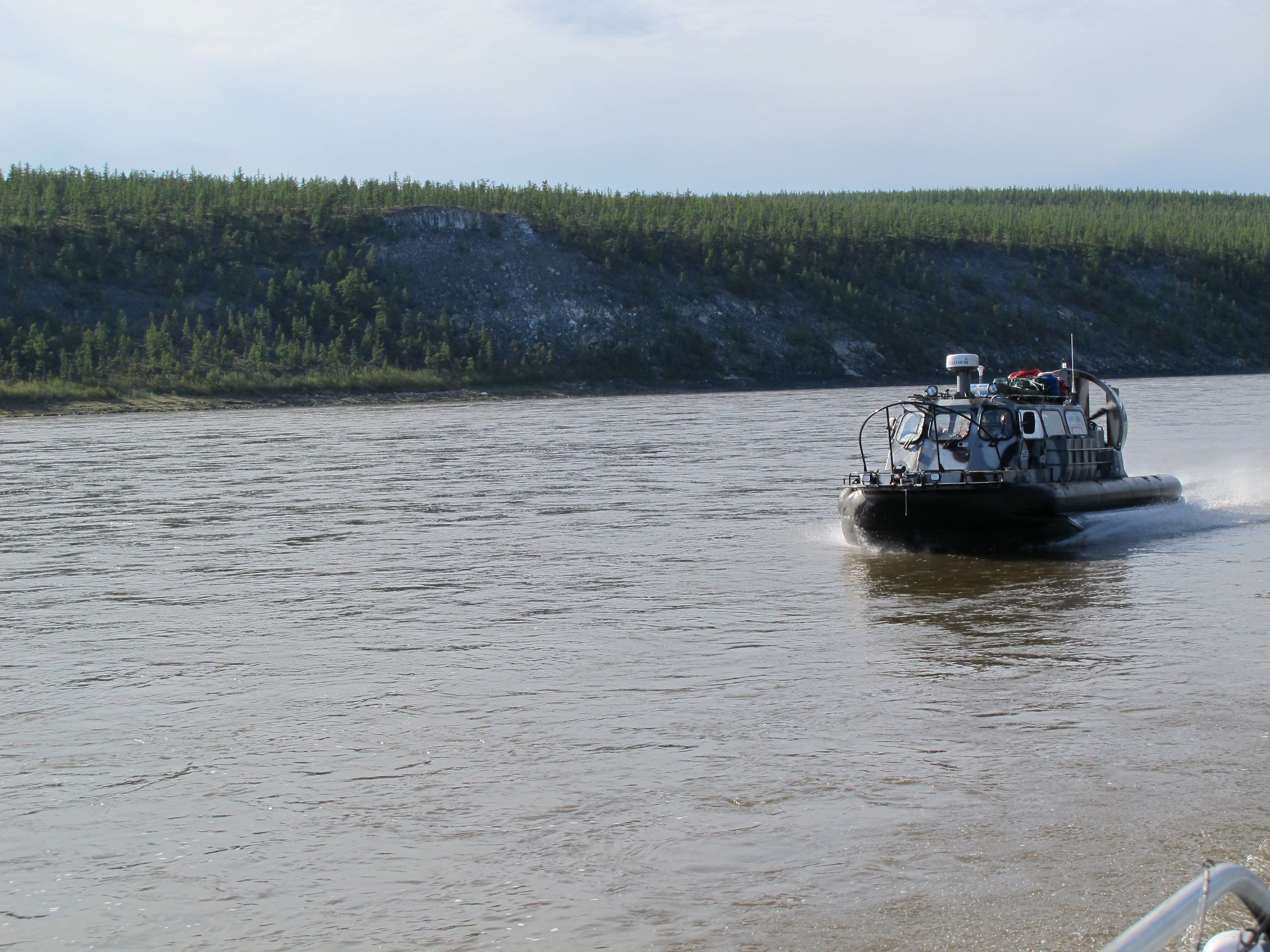
СВП Хивус-10 на реке Котуй
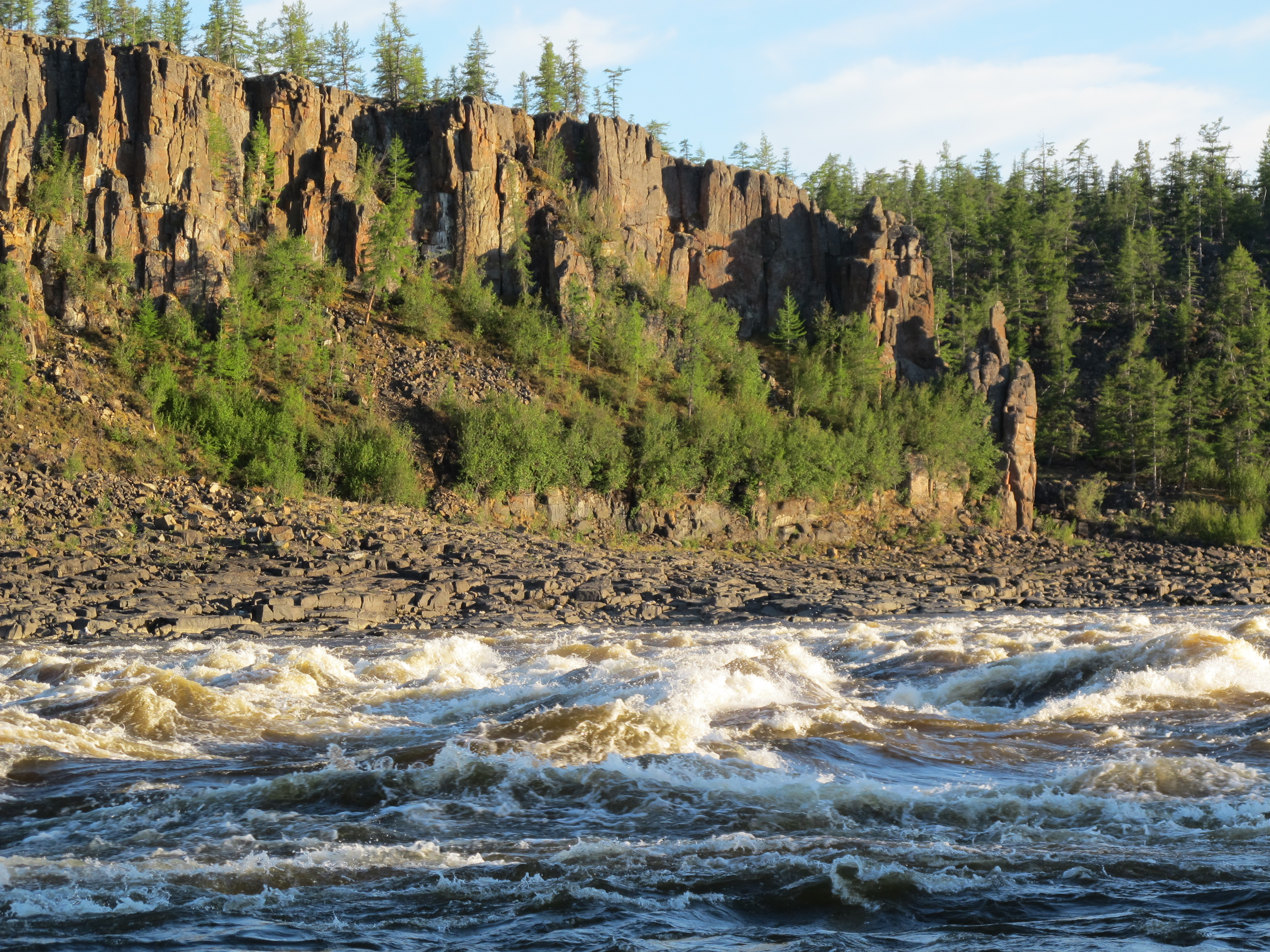
Пороги на реке Котуй